# Pirapora (kommun)
Pirapora är en kommun i Brasilien.   Den ligger i delstaten Minas Gerais, i den sydöstra delen av landet, 400 km sydost om huvudstaden Brasília. Antalet invånare är 53 379.
Följande samhällen finns i Pirapora:
- Pirapora

Omgivningarna runt Pirapora är huvudsakligen savann. Runt Pirapora är det ganska tätbefolkat, med 93 invånare per kvadratkilometer.